# 63-тя церемонія «Греммі»
63-тя щорічна церемонія вручення нагород «Греммі» відбулася 14 березня 2021 року. Церемонія відбувалася в Стейплс-центрі Лос-Анджелеса (США). У церемонії номінування і нагородження мали право брати участь кращі записи, композиції та виконавці останнього умовного року, з 1 вересня 2019 року по 31 серпня 2020 року. Номінації були оголошені 24 листопада 2020 року головою і тимчасово виконуючим обов'язки президента і генеральним директором Академії звукозапису Гарві Мейсоном-молодшим під час прямої трансляції.
По кілька номінацій отримали Бейонсе (9), Тейлор Свіфт (6), Родді Річ (6), Дуа Ліпа (6).
Церемонія спочатку була запланована на 31 січня 2021 року; проте 5 січня 2021 року Академія звукозапису перенесла церемонію на 14 березня 2021 року через різке збільшення числа випадків COVID-19 в окрузі Лос-Анджелес, а також пов'язаних з цим проблем зі здоров'ям і безпекою.
На 63-й церемонії «Греммі» було встановлено кілька рекордів. Альбом Folklore Тейлор Свіфт був удостоєний премії в категорії Альбом року. Завдяки чому Свіфт стала першою жінкою в історії (і четвертим виконавцем в цілому після Френка Сінатри, Стіві Вандера і Пола Саймона), яка перемогла в цій престижній категорії три рази (раніше альбомом року ставали Fearless в 2010 і 1989 в 2016). Бейонсе стала найбільш нагороджуваним виконавцем і найбільш нагороджуваною жінкою в історії, отримавши свою 28-ю статуетку (більше тільки у диригента Георга Шолті, 31), а Megan Thee Stallion — першою жінкою-репершою XXI століття (після Лорін Хілл, 1999), яка виграла в категорії «Кращий новий виконавець». У категорії «Кращий ремікс» вперше переміг казах Іманбек Зейкенов з треком «Roses», а нігерієць Burna Boy удостоєний премії Best Global Music Album за диск Twice as Tall. Відразу три музиканти нагороджені посмертно: Джон Прайн (фолк), Тутс Хібберт (реггі), Чик Коріа (джаз).

## Зміни 2020 року
Для 63-ї церемонії вручення нагород Греммі організатори оголосили про декілька змін у виборі переможців і структурі деяких категорій:
- Категорія Best Urban Contemporary Album була перейменована на Best Progressive R&B Album
- Категорія Best Rap / Sung Performance була перейменована на Best Melodic Rap Performance
- Категорія Best Latin Pop Album була перейменована на Best Latin Pop Or Urban Album[en], а категорія Latin Rock, Urban Or Alternative Album була перейменована в Best Latin Rock Or Alternative Album[en]
- Категорія Best World Music Album була перейменована на Best Global Music Album[en][13].
- Академія відмовилася від правила обліку максимальної кількості релізів при виборі кандидатів у категорії Best New Artist, згідно з яким артист міг випустити не більше 30 треків до початку поточного року відбору (представляє особливу проблему для виконавців репу і хіп-хопу, які, як правило, випускають більше пісень, ніж виконавці інших жанрів)[14] і.
- За старими правилами члени комітету з розгляду кандидатур повинні були брати річну відпустку після п'яти років служби. Тепер це так, але після трьох років. За старими правилами голови комітетів повинні були брати дворічну перерви після п'яти років роботи. Тепер це так, але після трьох років. Згідно зі старими правилами, члени могли працювати максимум вісім років поспіль (в якості члена або голови). Тепер вони можуть служити максимум п'ять років поспіль[12].

## Основна категорія
Запис року
- «Black Parade» — Бейонсе
- «Colors» — Black Pumas
- «Rockstar» — DaBaby за участю Родді Річа
- «Say So» — Doja Cat
- «Everything I Wanted» — Біллі Айліш
- «Do not Start Now» — Дуа Ліпа
- «Circles» — Post Malone
- «Savage» — Megan Thee Stallion за участю Бейонсе

Альбом року
- Chilombo — Джені Айко
- Black Pumas (Deluxe Edition) — Black Pumas
- Everyday Life — Coldplay
- Djesse Vol. 3 — Джейкоб Кольер
- Women in Music Pt. III — Haim
- Future Nostalgia — Дуа Ліпа
- Hollywood's Bleeding — Post Malone
- folklore — Тейлор Свіфт

Пісня року
- «Black Parade» (Бейонсе)
- «The Box» (Родді Річ)
- « Cardigan» (Тейлор Свіфт)
- «Circles» (Post Malone)
- «Do not Start Now» (Дуа Ліпа)
- «Everything I Wanted» (Біллі Айліш)
- «I Can not Breathe» (HER)
- «If the World Was Ending» (JP Saxe за участю Джулії Майклз)

Кращий новий виконавець
- Фібі Бріджерс
- Інгрід Ендресс
- Doja Cat
- Kaytranada
- Megan Thee Stallion
- Ноа Сайрус
- Chika
- D Smoke

## Поп
Краще сольне поп-виконання
- «Yummy» — Джастін Бібер
- «Cardigan» — Тейлор Свіфт
- «Everything I Wanted» — Біллі Айліш
- «Do not Start Now» — Дуа Ліпа
- «Say So» — Doja Cat
- «Watermelon Sugar» — Гаррі Стайлз

Краще поп-виконання дуетом або гуртом
- « Un Dia (One Day)» — J Balvin, Дуа Ліпа, Bad Bunny & Tainy
- «Intentions» — Джастін Бібер за участю Quavo
- «Dynamite» — BTS
- «Rain on Me» — Леді Гага & Аріана Гранде
- «Exile» — Тейлор Свіфт за участю Bon Iver

Кращий традиційний вокальний поп-альбом
- Blue Umbrella — (Берт Бакарак &) Daniel Tashian
- True Love: A Celebration of Cole Porter — Гаррі Коннік-молодший
- American Standard — Джеймс Тейлор
- Unfollow the Rules — Руфус Уейнрайт
- Judy — Рене Зеллвегер

Кращий вокальний поп-альбом
- Fine Line — Гаррі Стайлз
- Folklore — Тейлор Свіфт
- Chromatica — Леді Гага
- Future Nostalgia — Дуа Ліпа
- Changes — Джастін Бібер

## Танцювальна музика
Кращий танцювальний запис
- «10%» — Kaytranada feat. Kali Uchis
  - Kaytranada, продюсер; Neal H. Pogue, mixer
- «On My Mind» — Diplo & Sidepiece
  - Diplo & Sidepiece, продюсер; Luca Pretolesi, mixer
- «My High» — Disclosure, Aminé і Slowthai
  - Guy Lawrence & Howard Lawrence, продюсер; G. Lawrence, mixer
- «The Difference» — Flume за участі Toro y Moi
  - Flume, продюсер; Eric J Dubowsky, mixer
- «Both of Us» — Jayda G
  - Fred Again & G, продюсер; Again & G, mixers

Кращий танцювальний / електронний альбом
- Bubba — Kaytranada
- Kick I — Arca
- Energy — Disclosure
- Planet's Mad — Baauer
- Good Faith — Madeon

## Сучасна інструментальна музика
Найкращий сучасний інструментальний альбом
- Live at the Royal Albert Hall[en] — Snarky Puppy
- Axiom[en] — Крістіан Скотт
- Chronology of a Dream: Live at The Village Vanguard — Джон Батіст
- Take the Stairs — Black Violin
- Americana — Grégoire Maret, Romain Collin & Bill Frisell

## Рок
Краще рок-виконання
- «The Steps» — Haim
- «Stay High» — Бріттані Ховард
- «Not» — Big Thief
- «Shameika» — Фіона Еппл
- «Kyoto» — Фібі Бріджерс
- «Daylight» — Grace Potter

Краще метал-виконання
- «Bum-Rush» — Body Count
- «Underneath» — Code Orange
- «The In-Between» — In This Moment
- «BLOODMONEY» — Поппі
- «Executioner's Tax (Swing of the Axe)» — Power Trip

Краща рок-пісня
- «Kyoto» (Фібі Бріджерс)
- «Lost in Yesterday» (Tame Impala)
- " Not " (Big Thief)
- «Shameika» (Фіона Еппл)
- «Stay High» (Бріттані Ховард)

Кращий рок-альбом
- A Hero's Death — Fontaines DC
- Kiwanuka — Майкл Ківанука
- Daylight — Grace Potter
- Sound &amp; Fury — Стерджілл Сімпсон
- The New Abnormal — The Strokes

## Альтернатива
Кращий альтернативний альбом
- Fetch the Bolt Cutters — Фіона Еппл
- Hyperspace — Бек
- Punisher — Фібі Бріджерс
- Jaime — Бріттані Ховард
- The Slow Rush — Tame Impala

## R&B
Найкраще R&B-виконання
- «Black Parade» — Beyoncé
- «Lightning & Thunder» — Джене Айко за участі John Legend
- «All I Need» — Джейкоб Кольєр feat. Mahalia & Ty Dolla $ign
- «Goat Head» — Brittany Howard
- «See Me» — Emily King

Краще традиційне R&B-виконання
- «Anything for You» — Ledisi
- «Sit On Down» — The Baylor Project feat. Jean Baylor & Marcus Baylor
- «Wonder What She Thinks of Me» — Chloe x Halle
- «Let Me Go» — Mykal Kilgore
- «Distance» — Yebba

Краща R&B-пісня
- «Better Than I Imagined»
  - Robert Glasper, Meshell Ndegeocello & Gabriella Wilson, автори (Robert Glasper feat. H.E.R. & Meshell Ndegeocello)
- «Black Parade»
  - Denisia Andrews, Beyoncé, Stephen Bray, Shawn Carter, Brittany Coney, Derek James Dixie, Akil King, Kim «Kaydence» Krysiuk & Rickie «Caso» Tice, автор (Beyoncé)
- «Collide»
  - Sam Barsh, Stacey Barthe, Sonyae Elise, Olu Fann, Akil King, Josh Lopez, Kaveh Rastegar & Benedetto Rotondi, автори (Tiana Major9 & EarthGang)
- «Do It»
  - Chloe Bailey, Halle Bailey, Anton Kuhl, Scott Storch, Victoria Monét, Vincent van den Ende, автори (Chloe x Halle)
- «Slow Down»
  - Nasri Atweh, Badriia Bourelly, Skip Marley, Ryan Williamson & Gabriella Wilson, автори(Skip Marley & H.E.R.)

Кращий прогресивний альбом
- It Is What It Is — Thundercat
- Chilombo — Jhené Aiko
- Ungodly Hour — Chloe x Halle
- Free Nationals — Free Nationals
- Fuck Yo Feelings — Robert Glasper

Кращий R&B-альбом
- Bigger Love — John Legend
- Happy 2 Be Here — Ant Clemons
- Take Time — Giveon
- To Feel Love/D — Luke James
- All Rise — Gregory Porter

## Реп
Найкраще реп-виконання
- «Deep Reverence» — Big Sean за участю Nipsey Hussle
- «Bop» — DaBaby
- «Dior» — Pop Smoke
- «Savage» — Megan Thee Stallion за участю Бейонсе
- «The Bigger Picture» — Lil Baby
- «What's Poppin» — Джек Харлоу

Краще виконання мелодійного репу
- «Highest in the Room» — Тревіс Скотт
- «Laugh Now, Cry Later» — Дрейк & Lil Durk
- «Lockdown» — Anderson. Paak
- «Rockstar» — DaBaby & Родді Річ
- «The Box» — Родді Річ

Краща реп-пісня
- «Laugh Now, Cry Later» — Дрейк за участю Lil Durk
- «Rockstar» — DaBaby за участю Родді Річа
- «Savage» — Megan Thee Stallion за участю Бейонсе
- «The Bigger Picture» — Lil Baby
- «The Box» — Roddy Ricch

Кращий реп-альбом
- «Alfredo» — Freddie Gibbs & The Alchemist
- " A Written Testimony « — Jay Electronica
- „Black Habits“ — D Smoke
- » King's Disease " — Nas
- «The Allegory» — Royce Da 5'9 «

## Кантрі
Краще сольне кантрі-виконання
- „Stick That in Your Country Song“ — Ерік Черч
- „Who You Though I Was“ — Бренді Кларк
- „When My Amy Prays“ — Вінс Гілл
- „Bluebird“ — Міранда Ламберт
- „Black Like Me“ — Mickey Guyton

Найкраще кантрі-виконання дуетом або гуртом
- „All Night“ — Brothers Osborne
- » 10,000 Hours " — Dan + Shay і Джастін Бібер
- «Ocean» — Lady A
- «Sugar Coat» — Little Big Town
- «Some People Do» — Old Dominion

Краща кантрі-пісня
- «Bluebird» (Міранда Ламберт)
- «The Bones» (Марен Морріс)
- «Crowded Table» (The Highwomen)
- «More Hearts Than Mine» (Інгрід Ендресс)
- «Some People Do» (Old Dominion)

Кращий кантрі-альбом
- Nightfall — Little Big Town
- Wildcard — Міранда Ламберт
- Never Will — Ешлі Макбрайд
- Lady Like — Інгрід Ендресс
- Your Life Is a Record — Бренді Кларк

## Нью-ейдж
Кращий нью-ейдж-альбом
- More Guitar Stories — Jim «Kimo» West
- Songs from the Bardo — Лорі Андерсон, Tenzin Choegyal & Jesse Paris Smith
- Periphery — Priya Darshini
- Form//Less — Superposition
- Meditations — Cory Wong & Jon Batiste

## Джаз
Краща сольна джазова імпровізація
- «All Blues» — Чик Коріа, соліст
- «Guinnevere» — Christian Scott Atunde Adjuah, соліст
- «Pachamama» — Regina Carter, соліст
- «Tomorrow is the Question» — Julian Lage, соліст
- «Celia» — Gerald Clayton, соліст
- «Moe Honk» — Joshua Redman, соліст

Кращий джазовий вокальний альбом
- Secrets are the Best Stories — Kurt Elling feat. Danilo Pérez
- ONA — Thana Alexa
- Modern Ancestors — Carmen Lundy
- Holy Room: Live at Alte Oper — Somi з Frankfurt Radio Big Band
- What's the Hurry — Kenny Washington

Кращий джазовий інструментальний альбом
- Trilogy 2 — Чик Коріа, Christian McBride & Brian Blade
- On the Tender Spot of Every Calloused Moment — Ambrose Akinmusire
- Waiting Game — Terri Lyne Carrington і Social Science
- Happening: Live at the Village Vanguard — Gerald Clayton
- RoundAgain — Redman Mehldau McBride Blade

Кращий альбом великого джазового ансамблю
- Data Lords — Maria Schneider Orchestra
- Dialogues on Race — Gregg August
- Monk'estra Plays John Beasley — John Beasley
- The Intangible Between — Orrin Evans і The Captain Black Big Band
- Songs You Like a Lot — John Hollenbeck з Theo Bleckmann, Kate McGarry, Gary Versace і The Frankfurt Radio Big Band

Кращий латино-джаз-альбом
- Four Questions — Arturo O'Farrill & The Afro Latin Jazz Orchestra
- Tradiciones — Afro-Peruvian Jazz Orchestra
- City of Dreams — Chico Pinheiro
- Viento y Tiempo — Live at Blue Note Tokyo — Gonzalo Rubalcaba & Aymée Nuviola
- Trane's Delight — Poncho Sanchez

## Госпел / Сучасна Християнська музика
Краще госпел-виконання/пісня
- «Movin' On»
  - Darryl L. Howell, Jonathan Caleb McReynolds, Kortney Jamaal Pollard & Terrell Demetrius Wilson, songwriters (Jonathan McReynolds & Mali Music)
- «Wonderful is Your Name»
  - Melvin Crispell III, songwriter (Melvin Crispell III)
- «Release (Live)»
  - David Frazier, songwriter (Ricky Dillard за участі Tiff Joy)
- «Come Together»
  - Lashawn Daniels, Rodney Jerkins, Lecrae Moore & Jazz Nixon, songwriters (Rodney «Darkchild» Jerkins Presents: The Good News)
- «Won't Let Go»
  - Travis Greene, songwriter (Travis Greene)

Краще виконання в Сучасній Християнській музиці/пісня
- «There Was Jesus»
  - Casey Beathard, Jonathan Smith & Zach Williams, songwriters (Zach Williams & Dolly Parton)
- «The Blessing (Live)»
  - Chris Brown, Cody Carnes, Kari Jobe Carnes & Steven Furtick, songwriters (Kari Jobe, Cody Carnes & Elevation Worship)
- «Sunday Morning»
  - Denisia Andrews, Jones Terrence Antonio, Saint Bodhi, Brittany Coney, Kirk Franklin, Lasanna Harris, Shama Joseph, Stuart Lowery, Lecrae Moore & Nathanael Saint-Fleur, songwriters (Lecrae за участі Kirk Franklin)
- «Holy Water»
  - Andrew Bergthold, Ed Cash, Franni Cash, Martin Cash & Scott Cash, songwriters (We the Kingdom)
- «Famous For (I Believe)»
  - Chuck Butler, Krissy Nordhoff, Jordan Sapp, Alexis Slifer & Tauren Wells, songwriters (Tauren Wells за участі Jenn Johnson)

Кращий госпел-альбом
- Gospel According to PJ — PJ Morton
- 2econd Wind: ReadY — Anthony Brown & group therAPy
- My Tribute — Myron Butler
- Choirmaster — Ricky Dillard
- Kierra — Kierra Sheard

Кращий альбом сучасної християнської музики
- Jesus Is King — Каньє Вест
- Run to the Father — Cody Carnes
- All of My Best Friends — Hillsong Young & Free
- Holy Water — We the Kingdom
- Citizen of Heaven — Tauren Wells

Кращий традиційний госпел-альбом
- Celebrating Fisk! (The 150th Anniversary Album) — Fisk Jubilee Singers
- Beautiful Day — Mark Bishop
- 20/20 — The Crabb Family
- What Christmas Really Means — The Erwins
- Something Beautiful — Ernie Haase & Signature Sound

## Латино
Кращий латино-поп-альбом
- YHLQMDLG — Bad Bunny
- Por Primera Vez — Camilo
- Mesa Para Dos — Кані Гарсія
- Pausa — Рікі Мартін
- 3:33 — Дебі Нова

Кращий латино-рок/альтернативний альбом
- La Conquista del Espacio — Фіто Паес
- Aura — Bajofondo
- MONSTRUO — Cami
- Sobrevolando — Cultura Profética
- Miss Colombia — Lido Pimienta

Кращий мексиканський/техано-альбом
- Un Canto por México, Vol. 1 — Наталія Лафоуркаде
- Hecho en México — Alejandro Fernández
- La Serenata — Lupita Infante
- Bailando Sones y Huampangos con Mariachi Sol De Mexico De Jose Hernandez — Mariachi Sol De Mexico De Jose Hernandez
- Ayayay! — Крістіан Нодал

Кращий тропічний латино-альбом
- 40 — Grupo Niche
- Mi Tumbao — José Alberto «El Ruiseñor»
- Infinito — Edwin Bonilla
- Sigo Cantando al Amor (Deluxe) — Jorge Celedon & Sergio Luis
- Memorias de Navidad — Víctor Manuelle

## Американська традиційна музика
Краще виконання в традиційних американських жанрах
- «I Remember Everything» — John Prine
- «Colors» — Black Pumas
- «Deep in Love» — Bonny Light Horseman
- «Short and Sweet» — Brittany Howard
- «I'll Be Gone» — Norah Jones & Mavis Staples

Краща пісня в традиційних американських жанрах
- «I Remember Everything»
  - Pat McLaughlin & John Prine, автор (John Prine)
- «Cabin»
  - Laura Rogers & Lydia Rogers, автор (The Secret Sisters)
- «Ceiling to the Floor»
  - Sierra Hull & Kai Welch, автор (Sierra Hull)
- «Hometown»
  - Sarah Jarosz, автор (Sarah Jarosz)
- «Man Without a Soul»
  - Tom Overby & Lucinda Williams, автор (Lucinda Williams)

Кращий американа-альбом
- World on the Ground — Sarah Jarosz
- Old Flowers — Courtney Marie Andrews
- Terms of Surrender — Hiss Golden Messenger
- El Dorado — Marcus King
- Good Souls Better Angels — Lucinda Williams

Кращий блюграсс-альбом
- Home — Billy Strings
- Man on Fire — Danny Barnes
- To Live in Two Worlds, Vol. 1 — Thomm Jutz
- North Carolina Songbook — Steep Canyon Rangers
- The John Hartford Fiddle Tune Project, Vol. 1 — Various Artists

Кращий традиційний блюз-альбом
- Rawer than Raw — Bobby Rush
- All My Dues are Paid — Frank Bey
- You Make Me Feel — Don Bryant
- That's What I Heard — Robert Cray Band
- Cypress Grove — Jimmy «Duck» Holmes

Кращий сучасний блюз-альбом
- Have You Lost Your Mind Yet? — Fantastic Negrito
- Live at the Paramount — Ruthie Foster Big Band
- The Juice — G. Love
- Blackbirds — Bettye LaVette
- Up and Rolling — North Mississippi Allstars

Кращий фолк-альбом
- All the Good Times — Gillian Welch & David Rawlings
- Bonny Light Horseman — Bonny Light Horseman
- Thanks for the Dance — Leonard Cohen
- Song for Our Daughter — Laura Marling
- Saturn Return — The Secret Sisters

Кращий регіональний альбом
- Atmosphere — New Orleans Nightcrawlers
- My Relatives 'nikso' Kowaiks — Black Lodge Singers
- Cameron Dupuy and The Cajun Troubadours — Cameron Dupuy and the Cajun Troubadours
- Lovely Sunrise — Nā Wai ʽEhā
- A Tribute to Al Berard — Sweet Cecilia

## Реггі
Кращий реггі-альбом
- Got to Be Tough — Toots and the Maytals
- Upside Down 2020 року — Buju Banton
- Higher Place — Skip Marley
- It All Comes Black to Love — Максі Пріст
- One World — The Wailers

## Global Music
Кращий альбом етнічної музики
- Twice as Tall — Burna Boy
- Fu Chronicles — Antibalas
- Agora — Bebel Gilberto
- Love Letters — Anoushka Shankar
- Amadjar — Tinariwen

## Музика для дітей
Кращий альбом для дітей
- All the Ladies — Joanie Leeds
- Be a Pain: An Album for Young (and Old) Leaders — Alastair Moock And Friends
- I'm an Optimist — Dog On Fleas
- Songs for Singin' — The Okee Dokee Brothers
- Wild Life — Justin Roberts

## Розмовний жанр
Кращий альбом розмовного жанру (Включає поезію, аудіокниги та розповіді історій)
- Blowout: Corrupted Democracy, Rogue State Russia, and the Richest, Most Destructive Industry on Earth — Rachel Maddow
- Acid for the Children — A Memoir — Флі
- Alex Trebek — The Answer Is... — Ken Jennings
- Catch and Kill — Ронан Феррок
- Charlotte's Web (E.B. White) — Меріл Стріп і Full Cast

## Комедія
Кращий комедійний альбом
- Black Mitzvah — Тіффані Геддіш
- I Love Everything — Петтон Освальд
- The Pale Tourist — Jim Gaffigan
- Paper Tiger — Білл Барр
- 23 Hours to Kill — Джеррі Сайнфелд

## Музичні шоу
Кращий альбом на основі театрального мюзиклу
- Jagged Little Pill — Kathryn Gallagher, Celia Rose Gooding, Lauren Patten & Elizabeth Stanley, головні солісти; Neal Avron, Pete Ganbarg, Tom Kitt, Michael Parker, Craig Rosen & Vivek J. Tiwary, продюсери (Glen Ballard & Alanis Morissette, поет) (Оригінальний Бродвейський акторський склад)
- Amélie — Audrey Brisson, Chris Jared, Caolan McCarthy & Jez Unwin, головні солісти; Michael Fentiman, Sean Patrick Flahaven, Barnaby Race & Nathan Tysen, продюсери; Nathan Tysen, поет; Daniel Messe, композитор & поет (Бродвейський акторський склад)
- American Utopia on Broadway — David Byrne, головний соліст; David Byrne, продюсер (David Byrne, композитор & поет) (Оригінальний Бродвейський акторський склад)
- Little Shop of Horrors — Tammy Blanchard, Jonathan Groff & Tom Alan Robbins, головні солісти; Will Van Dyke, Michael Mayer, Alan Menken & Frank Wolf, продюсери (Alan Menken, композитор; Howard Ashman, поет) (Оригінальний Бродвейський акторський склад)
- The Prince of Egypt — Christine Allado, Luke Brady, Alexia Khadime & Liam Tamne, головні солісти; Dominick Amendum & Stephen Schwartz, продюсери; Stephen Schwartz, композитор & поет(Оригінальний Бродвейський акторський склад)
- Soft Power — Francis Jue, Austin Ku, Alyse Alan Louis & Conrad Ricamora, головні солісти; Matt Stine, продюсер; David Henry Hwang, поет; Jeanine Tesori, композитор & поет (Оригінальний Бродвейський акторський склад)

## Музика для візуальних медіа
Кращий альбом, який є компіляційним саундтреком для візуальних медіа
- Jojo Rabbit(інші мови) — Збірник (саундтрек фільму «Кролик Джоджо»)
- A Beautiful Day in the Neighborhood — Збірник
- Bill & Ted Face the Music — Збірник
- Eurovision Song Contest: The Story of Fire Saga — Збірник
- Frozen II — Збірник

Кращий саундтрек для візуальних медіа
- Joker[en] — Хільдур Гуднадоуттір, композитор (саундтрек фільму «Джокер»)
- До зірок — Макс Ріхтер, композитор
- Becoming[en] — Камаси Вашингтон, композитор
- 1 917[en] — Томас Ньюман, композитор
- Star Wars: The Rise of Skywalker — Джон Вільямс, композитор

Краща пісня, написана для візуальних медіа
- «No Time to Die» (з фільму «Чи не час помирати»)
  - Біллі Айлиш і Фіннеас О'Коннелл (Біллі Айлиш)
- «Beautiful Ghosts[en]» (з фільму «Cats»)
  - Ендрю Ллойд Веббер і Тейлор Свіфт (Тейлор Свіфт)
- «Carried Me with You» (з фільму «Onward»)
  - Бренді Карлайл, Філ Хансерот і Тім Хансерот (Бренді Карлайл)
- «Into the Unknown» (з фільму «Frozen II»)
  - Крістен Андерсон-Лопес і Роберт Лопес (Ідіна Мензел за участю AURORA)
- " Stand Up[en] « (з фільму „Harriet“)
  - Джошуа Брайан Кемпбелл і Синтія Еріво (Синтія Еріво)

## Аранжування
Краща інструментальна композиція
- „Sputnik“
  - Maria Schneider, композитор (Maria Schneider)
- „Baby Jack“
  - Arturo O'Farrill, композитор (Arturo O'Farrill & The Afro Latin Jazz Orchestra)
- „Be Water II“
  - Christian Sands, композитор (Christian Sands)
- „Plumfield“
  - Александр Деспла, композитор (Alexandre Desplat)
- „Strata“
  - Remy Le Boeuf, композитор (Remy Le Boeuf's Assembly Of Shadows за участі Anna Webber & Eric Miller)

Краще інструментальне аранжування або аранжування а капелла
- „Donna Lee“
  - John Beasley, аранжувальник (John Beasley)
- „Bathroom Dance“
  - Гільдур Ґуднадоттір, аранжувальник (Гільдур Ґуднадоттір)
- „Honeymooners“
  - Remy Le Boeuf, аранжувальник (Remy Le Boeuf's Assembly Of Shadows)
- „Lift Every Voice and Sing“
  - Alvin Chea & Jarrett Johnson, аранжувальник (Jarrett Johnson за участі Alvin Chea)
- „Uranus: The Magician“
  - Jeremy Levy, аранжувальник (Jeremy Levy Jazz Orchestra)

Краще інструментальне аранжування у супроводженні вокаліста(ів)
- „He Won't Hold You“
  - Джейкоб Кольєр, аранжувальник (Jacob Collier за участі Rapsody)
- „Asas Fechadas“
  - John Beasley & Maria Mendes, аранжувальник (Maria Mendes за участі John Beasley & Orkest Metropole)
- „Desert Song“
  - Erin Bentlage, Sara Gazarek, Johnaye Kendrick & Amanda Taylor, аранжувальник (Säje)
- „From This Place“
  - Alan Broadbent & Пат Метені, аранжувальник (Пат Метені за участі Meshell Ndegeocello)
- „Slow Burn“
  - Talia Billig, Nic Hard & Becca Stevens, аранжувальник (Becca Stevens за участі Jacob Collier, Mark Lettieri, Justin Stanton, Jordan Perlson, Nic Hard, Keita Ogawa, Marcelo Woloski & Nate Werth)

## Оформлення
Краще оформлення записів
- Vols. 11 & 12
  - Doug Cunningham & Jason Noto, артдиректор (Desert Sessions)
- Everyday Life
  - Pilar Zeta, артдиректор (Coldplay)
- Funeral
  - Kyle Goen, артдиректор (Lil Wayne)
- Healer
  - Julian Gross & Hannah Hooper, артдиректори (Grouplove)
- On Circles
  - Jordan Butcher, артдиректор (Caspian)

Краще оформлення коробочної або спеціальної обмеженої версії
- Ode to Joy
  - Lawrence Azerrad & Jeff Tweedy, артдиректори (Wilco)
- Flaming Pie (Collector's Edition)
  - Linn Wie Andersen, Simon Earith, Пол Маккартні & James Musgrave, артдиректори (Пол Маккартні)
- Giants Stadium 1987, 1989, 1991
  - Lisa Glines & Doran Tyson, артдиректори (Grateful Dead)
- Mode
  - Jeff Schulz, art director (Depeche Mode)
- The Story of Ghostly International
  - Michael Cina & Molly Smith, арт-директори (Various Artists)

## Історичний
Кращий історичний альбом
- It's Such a Good Feeling: The Best of Mister Rogers
  - Lee Lodyga & Cheryl Pawelski, компіляція продюсерів; Michael Graves, інженер-мастеринг (Фред Роджерс)
- Celebrated, 1895—1896
  - Meagan Hennessey & Richard Martin, компіляція продюсерів; Richard Martin, інженер-мастеринг (Unique Quartette)
- Hittin' the Ramp: The Early Years (1936—1943)
  - Zev Feldman, Will Friedwald & George Klabin, компіляція продюсерів; Matthew Lutthans, інженер-мастеринг (Нет Кінг Коул)
- 1999 Super Deluxe Edition
  - Michael Howe, компіляція продюсерів; Bernie Grundman, інженер-мастеринг(Прінс)
- Souvenir
  - Carolyn Agger, компіляція продюсерів; Miles Showell, інженер-мастеринг (Orchestral Manoeuvres in the Dark)
- Throw Down Your Heart: The Complete Africa Sessions
  - Béla Fleck, компіляція продюсерів; Richard Dodd, інженер-мастеринг (Béla Fleck)

## Виробництво
Кращий інжиніринг альбому, класичного
- „Shostakovich: Symphony No. 13, 'Babi Yar'“
  - Девід Фрост & Чарлі Пост, звукоінженери; Silas Brown, мастеринг-інженер (Riccardo Muti & Chicago Symphony Orchestra)
- „Danielpour: The Passion of Yeshua“
  - Bernd Gottinger, engineer (JoAnn Falletta, James K. Bass, Adam Luebke, UCLA Chamber Singers, Buffalo Philharmonic Orchestra & Buffalo Philharmonic Chorus)
- „Gershwin: Porgy and Bess“
  - David Frost & John Kerswell, engineers; Silas Brown, mastering engineer (David Robertson, Eric Owens, Angel Blue, Metropolitan Opera Orchestra & Chorus)
- „Hynes: Fields“
  - Kyle Pyke, engineer; Jesse Lewis & Kyle Pyke, mastering engineers (Devonté Hynes & Third Coast Percussion)
- „Ives: Complete Symphonies“
  - Alexander Lipay & Dmitriy Lipay, engineers; Alexander Lipay & Dmitriy Lipay, mastering engineers (Gustavo Dudamel & Los Angeles Philharmonic)

Кращий продюсер року, класика
- Девід Фрост
  - Beethoven: Piano Sonatas, Vol. 9 (Jonathan Biss)
  - Gershwin: Porgy And Bess (David Robertson, Eric Owens, Angel Blue, Metropolitan Opera Orchestra & Chorus)
  - Gluck: Orphée & Eurydice (Harry Bicket, Dmitry Korchak, Andriana Chuchman, Lauren Snouffer, Lyric Opera Of Chicago Orchestra & Chorus)
  - Holst: The Planets; The Perfect Fool (Michael Stern & Kansas City Symphony)
  - Muhly: Marnie (Robert Spano, Isabel Leonard, Christopher Maltman, Denyce Graves, Iestyn Davies, Janis Kelly, Metropolitan Opera Orchestra & Chorus)
  - Schubert: Piano Sonatas, D. 845, D. 894, D. 958, D. 960 (Shai Wosner)
  - Shostakovich: Symphony No. 13, 'Babi Yar' (Riccardo Muti, Alexey Tikhomirov, Chicago Symphony Orchestra & Chorus)
- Blanton Alspaugh
  - Aspects Of America — Pulitzer Edition (Carlos Kalmar & Oregon Symphony)
  - Blessed Art Thou Among Women (Peter Jermihov, Katya Lukianov & PaTRAM Institute Singers)
  - Dvořák: Symphony No. 9; Copland: Billy The Kid (Gianandrea Noseda & National Symphony Orchestra)
  - Glass: The Fall Of The House Of Usher (Joseph Li, Nicholas Nestorak, Madison Leonard, Jonas Hacker, Ben Edquist, Matthew Adam Fleisher & Wolf Trap Opera)
  - Kahane: Emergency Shelter Intake Form (Alicia Hall Moran, Gabriel Kahane, Carlos Kalmar & Oregon Symphony)
  - Kastalsky: Requiem (Leonard Slatkin, Steven Fox, Benedict Sheehan, Charles Bruffy, Cathedral Choral Society, The Clarion Choir, The Saint Tikhon Choir, Kansas City Chorale & Orchestra Of St. Luke's)
  - Massenet: Thaïs (Andrew Davis, Joshua Hopkins, Andrew Staples, Erin Wall, Toronto Mendelssohn Choir & Toronto Symphony Orchestra)
  - Smyth: The Prison (Sarah Brailey, Dashon Burton, James Blachly & Experiential Orchestra)
  - Woolf, L.P.: Fire And Flood (Julian Wachner, Matt Haimovitz & Choir Of Trinity Wall Street)
- Jesse Lewis
  - Gunn: The Ascendant (Roomful Of Teeth)
  - Harrison, M.: Just Constellations (Roomful Of Teeth)
  - Her Own Wings (Willamette Valley Chamber Music Festival)
  - Hynes: Fields (Devonté Hynes & Third Coast Percussion)
  - Lang, D.: Love Fail (Beth Willer & Lorelei Ensemble)
  - Mazzoli: Proving Up (Christopher Rountree, Opera Omaha & International Contemporary Ensemble)
  - Sharlat: Spare The Rod! (NOW Ensemble)
  - Soul House (Hub New Music)
  - Wherein Lies The Good (The Westerlies)
- Dmitry Lipay
  - Adams, J.: Must The Devil Have All The Good Tunes? (Yuja Wang, Gustavo Dudamel & Los Angeles Philharmonic)
  - Cipullo: The Parting (Alastair Willis, Laura Strickling, Catherine Cook, Michael Mayes & Music Of Remembrance)
  - Ives: Complete Symphonies (Gustavo Dudamel & Los Angeles Philharmonic)
  - LA Phil 100 — The Los Angeles Philharmonic Centennial Birthday Gala (Gustavo Dudamel & Los Angeles Philharmonic)
  - Langgaard: Prelude To Antichrist; Strauss: An Alpine Symphony (Thomas Dausgaard & Seattle Symphony Orchestra)
  - Nielsen: Symphony No. 1 & Symphony No. 2, 'The Four Temperaments' (Thomas Dausgaard & Seattle Symphony)
- Elaine Martone
  - Bound For The Promised Land (Robert M. Franklin, Steven Darsey, Jessye Norman & Taylor Branch)
  - Dawn (Shachar Israel)
  - Gandolfi, Prior & Oliverio: Orchestral Works (Robert Spano & Atlanta Symphony Orchestra)
  - Singing In The Dead Of Night (Eighth Blackbird)
  - Whitacre: The Sacred Veil (Eric Whitacre, Grant Gershon & Los Angeles Master Chorale)

Кращий інжиніринг альбому, некласичного
- Hyperspace
  - Drew Brown, Andrew Coleman, Shawn Everett, Serban Ghenea, David Greenbaum, Jaycen Joshua, Beck Hansen & Mike Larson, engineers; Randy Merrill, mastering engineer (Beck)
- Black Hole Rainbow
  - Shawn Everett & Ivan Wayman, engineers; Bob Ludwig, mastering engineer (Devon Gilfillian)
- Expectations
  - Gary Paczosa & Mike Robinson, engineers; Paul Blakemore, mastering engineer (Katie Pruitt)
- Jaime
  - Shawn Everett, engineer; Shawn Everett, mastering engineer (Brittany Howard)
- 25 Trips
  - Shani Gandhi & Gary Paczosa, engineers; Adam Grover, mastering engineer (Sierra Hull)

Кращий продюсер року, некласика
- Ендрю Уотт
  - „Break My Heart“» (Дуа Ліпа)
  - «Me and My Guitar» (A Boogie wit da Hoodie)
  - «Midnight Sky» (Майлі Сайрус)
  - «Old Me» (5 Seconds of Summer)
  - «Ordinary Man» (Оззі Озборн feat. Елтон Джон)
  - «Take What You Want» (Post Malone feat. Оззі Озборн & Travis Scott)
  - «Under The Graveyard» (Оззі Озборн)
- Jack Antonoff
  - «August» (Тейлор Свіфт)
  - Gaslighter (The Chicks)
  - «Holy Terrain» (FKA Twigs за участі Future)
  - «Mirrorball» (Тейлор Свіфт)
  - «This Is Me Trying» (Тейлор Свіфт)
  - «Together» (Sia)
- Dan Auerbach
  - Cypress Grove (Jimmy «Duck» Holmes)
  - El Dorado (Marcus King)
  - Is Thomas Callaway (CeeLo Green)
  - Singing for My Supper (Early James)
  - Solid Gold Sounds (Kendell Marvel)
  - Years (John Anderson)
- Dave Cobb
  - «Backbone» (Kaleo)
  - The Balladeer (Lori McKenna)
  - Boneshaker (Airbourne)
  - Down Home Christmas (Oak Ridge Boys)
  - The Highwomen (The Highwomen)
  - «I Remember Everything» (John Prine)
  - Reunions (Jason Isbell and the 400 Unit)
  - «The Spark» (William Prince)
  - «You're Still the One» (Teddy Swims)
- Flying Lotus
  - It Is What It Is (Thundercat)

Кращий ремікс запис, некласичний
- «Roses (Imanbek Remix)»
  - Іманбек Зейкенов, remixer (Saint Jhn)
- «Do You Ever (RAC Mix)»
  - RAC, remixer (Phil Good)
- «Imaginary Friends (Morgan Page Remix)»
  - Morgan Page, remixer (Deadmau5)
- «Praying for You (Louie Vega Main Remix)»
  - Louie Vega, remixer (Jasper Street Co.)
- «Young & Alive (Bazzi vs. Haywyre Remix)»
  - Haywyre, remixer (Bazzi)

Кращий альбом з об'ємним звучанням
- Номінування в цій категорії відкладено до наступної церемонії[7].

## Класична музика
Краще оркестрове виконання
- «Ives: Complete Symphonies»
  - Густаво Дудамель, диригент (Лос-Анджелеський філармонічний оркестр)
- «Aspects of America — Pulitzer Edition»
  - Carlos Kalmar, диригент (Oregon Symphony)
- «Concurrence»
  - Daníel Bjarnason, диригент (Ісландський симфонічний оркестр)
- «Copland: Symphony No. 3»
  - Michael Tilson Thomas, диригент (San Francisco Symphony)
- «Lutosławski: Symphonies No. 2 & 3»
  - Hannu Lintu, диригент (Симфонічний оркестр Фінського радіо)

Кращий оперний запис
- «Gershwin: Porgy and Bess»
  - David Robertson, диригент; Енджел Блу & Eric Owens; David Frost, продюсер (Метрополітен-опера; The Metropolitan Opera Chorus)
- «Dello Joio: The Trial at Rouen»
  - Gil Rose, диригент; Heather Buck & Stephen Powell; Gil Rose, продюсер (Boston Modern Orchestra Project; Odyssey Opera Chorus)
- «Floyd, C: Prince of Players»
  - William Boggs, диригент; Keith Phares & Kate Royal; Blanton Alspaugh, продюсер (Milwaukee Symphony Orchestra; Florentine Opera Chorus)
- «Handel: Agrippina»
  - Maxim Emelyanychev, диригент; Joyce DiDonato; Daniel Zalay, продюсер(Il Pomo D'Oro)
- «Zemlinsky: Der Zwerg»
  - Donald Runnicles, диригент; David Butt Philip & Elena Tsallagova; Peter Ghirardini & Erwin Stürzer, продюсер (Orchestra of the Deutsche Oper Berlin; Chorus of the Deutsche Oper Berlin)

Краще хорове виконання
- «Danielpour: The Passion of Yessuah»
  - JoAnn Falletta, диригент; James K. Bass & Adam Luebke, хормейстери (James K. Bass, J'Nai Bridges, Timothy Fallon, Kenneth Overton, Hila Plitmann & Matthew Worth; Buffalo Philharmonic Orchestra; Buffalo Philharmonic Chorus & UCLA Chamber Singers)
- «Carthage»
  - Donald Nally, диригент (The Crossing)
- «Kastalski: Requiem»
  - Леонард Слаткін, диригент; Charles Bruffy, Steven Fox & Benedict Sheehan, хормейстери (Joseph Charles Beutel & Anna Dennis; Orchestra Of St. Luke's; Cathedral Choral Society, The Clarion Choir, Kansas City Chorale & The Saint Tikhon Choir)
- «Moravec: Sanctuary Road»
  - Kent Tritle, диригент (Joshua Blue, Raehann Bryce-Davis, Dashon Burton, Malcolm J. Merriweather & Laquita Mitchell; Oratorio Society Of New York Orchestra; Oratorio Society Of New York Chorus)
- «Once Upon a Time»
  - Matthew Guard, диригент (Sarah Walker; Skylark Vocal Ensemble)

Краще камерне виконання
- «Contemporary Voices» — Pacifica Quartet
- «Healing Modes» — Brooklyn Rider
- «Hearne, T,: Place» — Ted Hearne, Steven Bradshaw, Sophia Byrd, Josephine Lee, Isaiah Robinson, Sol Ruiz, Ayanna Woods & Place Orchestra
- «Hynes: Fields» — Devonté Hynes & Third Coast Percussion
- «The Schumann Quartets» — Dover Quartet

Краще класичне інструментальне соло
- «Theofanidis: Concerto for Viola and Chamber Orchestra»
  - Richard O'Neill; David Alan Miller, диригент (Albany Symphony)
- «Adés: Concerto for Piano and Orchestra»
  - Герштейн Кирило; Thomas Adès, диригент (Бостонський симфонічний оркестр)
- «Beethoven: Complete Piano Sonatas»
  - Igor Levit
- «Bohemian Tales»
  - Augustin Hadelich; Jakub Hrůša, диригент (Charles Owen; Симфонічний оркестр Баварського радіо)
- «Destination Rachmaninov — Arrival»
  - Daniil Trifonov; Yannick Nézet-Séguin, диригент (Філадельфійський оркестр)

Кращий класичний сольний вокальний альбом
- «Smyth: The Prison»
  - Sarah Brailey & Dashon Burton; James Blachly, диригент (Experiential Chorus; Experiential Orchestra)
- «American Composers at Play — William Bolcom, Ricky Ian Gordon, Lori Laitman, John Musto»
  - Stephen Powell (Attacca Quartet, William Bolcom, Ricky Ian Gordon, Lori Laitman, John Musto, Charles Neidich & Jason Vieaux)
- «Clairières — Songs by Lili & Nadia Boulanger»
  - Nicholas Phan; Myra Huang, концертмейстер
- «Farinelli»
  - Чечілія Батролі; Giovanni Antonini, диригент (Il Giardino Armonico)
- «A Lad's Love»
  - Brian Giebler; Steven McGhee, концертмейстер (Katie Hyun, Michael Katz, Jessica Meyer, Reginald Mobley & Ben Russell)

Best Classical Compendium
- «Thomas, M.T.: From the Diary of Anne Frank & Meditations on Rilke»
  - Isabel Leonard; Michael Tilson Thomas, диригент; Jack Vad, продюсер
- «Adès Conducts Adès»
  - Mark Stone & Christianne Stotijn; Thomas Adès, диригент; Nick Squire, продюсер
- «Saariaho: Graal Théâtre; Circle Map, Neiges, Vers Toi Qui Es Si Loin»
  - Clément Mao-Takacs, диригент; Hans Kipfer, продюсер
- «Serebrier: Symphonic Bach Variations; Laments and Hallelujahs; Flute Concerto»
  - José Serebrier, диригент; Jens Braun, продюсер
- «Woolf, L.P.: Fire and Blood»
  - Matt Haimovitz; Julian Wachner, диригент; Blanton Alspaugh, продюсер

Краща сучасна класична композиція
- «Rouse: Symphony No. 5»
  - Christopher Rouse, композитор (Giancarlo Guerrero & Nashville Symphony)
- «Adès: Concerto for Piano and Orchestra»
  - Thomas Adès, композитор (Kirill Gerstein, Thomas Adès & Бостонський симфонічний оркестр)
- «Danielpour: The Passion of Yeshua»
  - Richard Danielpour, композитор (JoAnn Falletta, James K. Bass, Adam Luebke, UCLA Chamber Singers, Buffalo Philharmonic Orchestra & Buffalo Philharmonic Chorus)
- «Floyd, C.: Prince of Players»
  - Carlisle Floyd, композитор (William Boggs, Kate Royal, Keith Phares, Florentine Opera Chorus & Milwaukee Symphony Orchestra)
- «Hearne, T.: Place»
  - Ted Hearne, композитор (Ted Hearne, Steven Bradshaw, Sophia Byrd, Josephine Lee, Isaiah Robinson, Sol Ruiz, Ayanna Woods & Place Orchestra)

## Відео
Краще музичне відео
- «Brown Skin Girl» — Бейонсе, Saint Jhn & Wizkid за участю Blue Ivy Carter
- «Life Is Good» — Фьючер за участю Дрейк
- «Lockdown» — Anderson. Paak
- " Adore You " — Гаррі Стайлз
- «Goliath» — Woodkid

Кращий музичний фільм
- Linda Ronstadt: The Sound of My Voice — Лінда Ронстадт
  - Rob Epstein & Jeffrey Friedman, відеорежисери; Michele Farinola & James Keach, відеопродюсери
- Beastie Boys Story — Beastie Boys
  - Spike Jonze, відеорежисери; Amanda Adelson, Jason Baum & Spike Jonze, video producers
- Black Is King — Beyoncé
  - Emmanuel Adjei, Blitz Bazawule, Beyoncé Knowles Carter & Kwasi Fordjour, відеорежисери; Lauren Baker, Akin Omotoso, Nathan Scherrer, Jeremy Sullivan & Erinn Williams, відеопродюсер
- We Are Freestyle Love Supreme — Freestyle Love Supreme
  - Andrew Fried, відеорежисери; Andrew Fried, Jill Furman, Thomas Kail, Lin-Manuel Miranda, Sarina Roma, Jenny Steingart & Jon Steingart, відеопродюсер
- That Little Ol' Band From Texas — ZZ Top
  - Sam Dunn, відеорежисер; Scot McFadyen, відеопродюсер

## Статистика номінацій
Номінації були оголошені в 83 з 84 категорій, крім Best Immersive Audio Album (раніше це була категорія «Найкращий альбом з об'ємним звучанням». Члени комітету якого не змогли зібратися через пандемії COVID-19. Тому оцінка заявок в цій категорії була відкладена до більш безпечних часів. Номінації на честь 63-ї Греммі будуть оголошені в наступному році на додаток (і окремо) до номінацій наступної 64-ї церемонії Греммі в цій категорії.
Сьома номінація в категорії «Запис року» дозволила Бейонсе обійти Френка Сінатру за цим показником і випередити жіночий рекорд, що належав колись Барбрі Стрейзанд (з її п'ятьма номінаціями за «Запис року»). Бейонсе — лише друга артистка в історії Греммі, отримала за один рік відразу дві номінації в категорії «Запис року». Фаррелл Вільямс був першим, сім років тому, коли він був номінований як виконавець хітів Daft Punk і Робіна Тіка.
Співачка Ноа Сайрус повторила рекорд Греммі, після того як була номінована в категорії Кращий новий виконавець. Батько Ноа, кантрі-співак Біллі Рей Сайрус, був номінований в цій категорії 28 років тому. Таким чином, це перший випадок, коли дитина номінованого на Греммі кращого нового артиста був номінований в цій же категорії з тих пір, як Джуліан Леннон був номінований в 1985 році, через 21 рік після того, як його батько Джон Леннон отримав цю нагороду в складі The Beatles.
Post Malone став першим артистом за більш ніж 30 років, який три роки поспіль був номінований в категорії «Запис року». У цьому році він номінований за пісню «Circles», в минулому році був номінований на «Sunflower», спільну роботу з Swae Lee, і два роки тому за «Rockstar» (за участю 21 Savage). Post Malone став першим артистом, який отримав цю номінацію три роки поспіль з часів Стіва Уінвуда (1986-88). Всього два інших артиста в історії Греммі досягли цього рекордного показника — Френк Сінатра (який робив це чотири роки поспіль, 1958-61) і Роберта Флек (1972-74).
- 9 номінацій — Бейонсе,
- 6 номінацій — Тейлор Свіфт, Родді Річ, Дуа Ліпа
- 5 номінацій — Бріттані Ховард
- 4 номінації — Фібі Бріджерс, Джон Бізлі[en], Джастін Бібер, DaBaby, Біллі Айлиш, Девід Фрост, Megan Thee Stallion